# Anuranan
Anuranan (অনুরণন) – indyjski film z 2006, debiut fabularny bengalskiego twórcy filmów reklamowych Aniruddha Roy Chowdhury. W rolach głównych wystąpili Rahul Bose, Rituparna Sengupta, Raima Sen i Rajat Kapoor.  

## Fabuła
Film opowiada o relacjach między ludźmi, związku człowieka z naturą (szczególnie z górami) i relacji w małżeństwie, w którym jest miejsce też na platoniczną bliskość z inną osobą.
Rahul (Rahul Bose), Indus urodzony i wychowany w Londynie, z radością dowiaduje się, że firma przenosi go do pracy do Kalkuty. Choć w mieście tym doświadczył smutku utraty dziecka, to przedtem właśnie tam zaczęła się jego miłość do Nandity (Rituparna Sengupta). Tym razem ich losy krzyżują się w Bengalu z historią małżeństwa Bannerjee. Rahul i Admit (Rajat Kapoor) współpracują ze sobą. Preety (Raima Sen), samotną żonę zabieganego, gloryfikującego pieniądz Amita, zaczyna fascynować promieniejący radością życia, zachwycony Himalajami i cytujący poezję Rahul...

## Nagrody
- 54. Indyjski National Film Awards - najlepszy film regionalny (Bengal)
- Santa Cruz Film Festival 2008 - nagroda dla reżysera (Aniruddha Roy-Choudhury)

## Obsada
- Rahul Bose jako Rahul
- Rituparna Sengupta jako Nandita
- Raima Sen jako Preeti
- Rajat Kapoor jako Amit
- Haradhan Bandopadhaya jako ojciec Nandity
- Dolly Basu jako matka Preeti
- Mithu Chakraborthy jako siostra Nandity
- Barun Chanda jako p. Guha
- Jacqui Dawson jako Roda
- Laura Price jako Victoria
- Peter Wear jako szef Rahula w Londynie

## Muzyka i piosenki
Muzyka skomponowana przez grającego na tabla Tanmoy Bose
1. Akashe Chhorano Megher
2. Mor Bhabonare Ki Hoye
3. Tomar Shonge
4. "Yeh Gagin" - Rituparna Sengupta, Rahul Bose, Rashid Khan, Anushua Chowdhurry
5. "Bahi Bahikisi" - Rajarshi Chatterjee
6. "Mere Pritam" - Kartik Das Baul